# Mautmühle (Nordhalben)
Mautmühle ist eine Wüstung auf dem Gemeindegebiet des Marktes Nordhalben im Landkreis Kronach (Oberfranken, Bayern).

## Geographie
Der Einöde Mautmühle lag an der Nurner Ködel auf einer Höhe von 393 m ü. NHN, die 200 Meter weiter östlich als rechter Zufluss in die Rodach mündet. Ein Anliegerweg führt nach Mauthaus zur Staatsstraße 2207 (0,3 km östlich).

## Geschichte
Mautmühle, auch Mautschneidmühle genannt, gehörte in der ersten Hälfte des 19. Jahrhunderts zum Gemeindegebiet der Realgemeinde Nordhalben. Sie erhielt die Haus-Nr. 181 dieses Ortes.  Die Mühle entwickelte sich später zu einem Sägewerk. Dieses stand etwa gegenüber dem heutigen Betriebsgebäude der Trinkwassertalsperre Mauthaus und  wurde vor 1975 abgerissen.

### Einwohnerentwicklung
| Jahr      | 001861 | 001871 | 001885 | 001900 | 001925 | 001950 | 001961 | 001970 |
| Einwohner | 9      | 5      | *      | 6      | 8      | 7      | 5      | †      |
| Häuser    |        |        | *      | 1      | 1      | 1      | 1      |        |
| Quelle    | [ 4 ]  | [ 5 ]  | [ 6 ]  | [ 7 ]  | [ 8 ]  | [ 9 ]  | [ 10 ] | [ 11 ] |

## Religion
Der Ort war ursprünglich rein katholisch und nach St. Bartholomäus (Nordhalben) gepfarrt.

## Weblink
- Mauthmühle in der Ortsdatenbank des bavarikon, abgerufen am 20. August 2021.